# Race for Atlantis
Race for Atlantis (eerder Galaxy) was een simulator in het Duitse attractiepark Phantasialand. Race for Atlantis lag in het themagebied Fantasy. In 2016 werd de attractie gesloopt om plaats te maken voor het nieuwe themagebied Rookburgh. Dit gebied werd in 2020 geopend.

## Rit
In het begin van de wachtrij stonden een aantal animatronics. Na deze gepasseerd te hebben, werd men verwezen naar een aparte wachtrij voor een beperkt aantal personen. Elke van deze 'aparte' wachtrijen had een eigen kleur. Dit was ook de kleur van de simulator waar de bezoekers moesten zijn. Er waren acht simulatoren aanwezig in het gebouw, vier aan elke kant van het gebouw.
In deze wachtrij kreeg men via een televisie een film te zien met informatie over de rit. Vervolgens werd de groep bezoekers naar een simulator begeleidt via de al eerder genoemde kleuren. Voordat de bezoekers de simulator konden betreden, kregen zij in een aparte ruimte via een televisiescherm nog een film te zien. In deze film werd alleen Duits gesproken. Nadat de film was afgelopen konden de bezoekers plaatsnemen in de simulator. Tijdens de rit in de simulator vloog je door de stad Atlantis. Bij het verlaten van Race for Atlantis kwamen de bezoekers uit in een speelhal.
Lijst van attracties in Phantasialand · Quick Pass · afbeeldingen